# Kisantu
Kisantu, ou Inkisi, est une ville de la République démocratique du Congo, située à quelque 120 kilomètres au sud de Kinshasa. La ville forme une large agglomération rassemblant Kisantu, Inkisi, Nkandu et Kintanu, quatre cités contiguës de la province du Bas-Congo situées au croisement de la rivière Inkisi, des routes Kinshasa-Matadi et Kinshasa-Luanda (Angola).

## Géographie
La ville est située sur la route nationale 1 à 225 km au nord-ouest du chef-lieu de province Matadi.

## Histoire
La mission est fondée, à la fin du XIXe siècle, par les jésuites belges installés au Kwango. Ce sont eux qui font reconstruire la grande cathédrale en 1930. 
Débutée en 1926, la construction dans le style toscan de cathédrale monumentale est due au jésuite René Reygaerts.
Le plus grand effort de raffinement, la cathédrale l'a absorbé. Elle est simple, vaste, utile, mais sa brique a été colorée. Disposée selon une géométrie polychrome, elle semble constituer une mosaïque. La nef romane en devient éclatante. Elle répond admirablement à la lumière du midi..
Au cours de sa construction, Kisantu a été élevé au siège du vicariat du même nom (1931).
En juin 2013, la localité se voit conférer le statut de ville sous le nom d'Inkisi, constituée de deux communes : Kintanu et Kisantu. Ce statut n'est pas maintenu lors de la réforme administrative mise en place en 2015.
Les jésuites ouvrent aussi un collège et un dispensaire devenu hôpital à Kisantu.

## Administration
Localité de 61 122 électeurs recensés en 2018, la localité a le statut de commune rurale de moins de 80 000 électeurs sous le nom d'Inkisi, elle compte 7 conseillers municipaux en 2019.

## Infrastructures
La ville dispose d'un hôpital et de plusieurs établissements scolaires.

## Cultes
Avec sa cathédrale Notre-Dame des sept douleurs de Kisantu, la ville est le siège d'un diocèse de l'église catholique depuis 1959.
Elle compte trois paroisses catholiques : Notre-Dame des sept douleurs fondée en 1893, Sainte Famille fondée en 1959 et Saint-Joseph.

## Tourisme

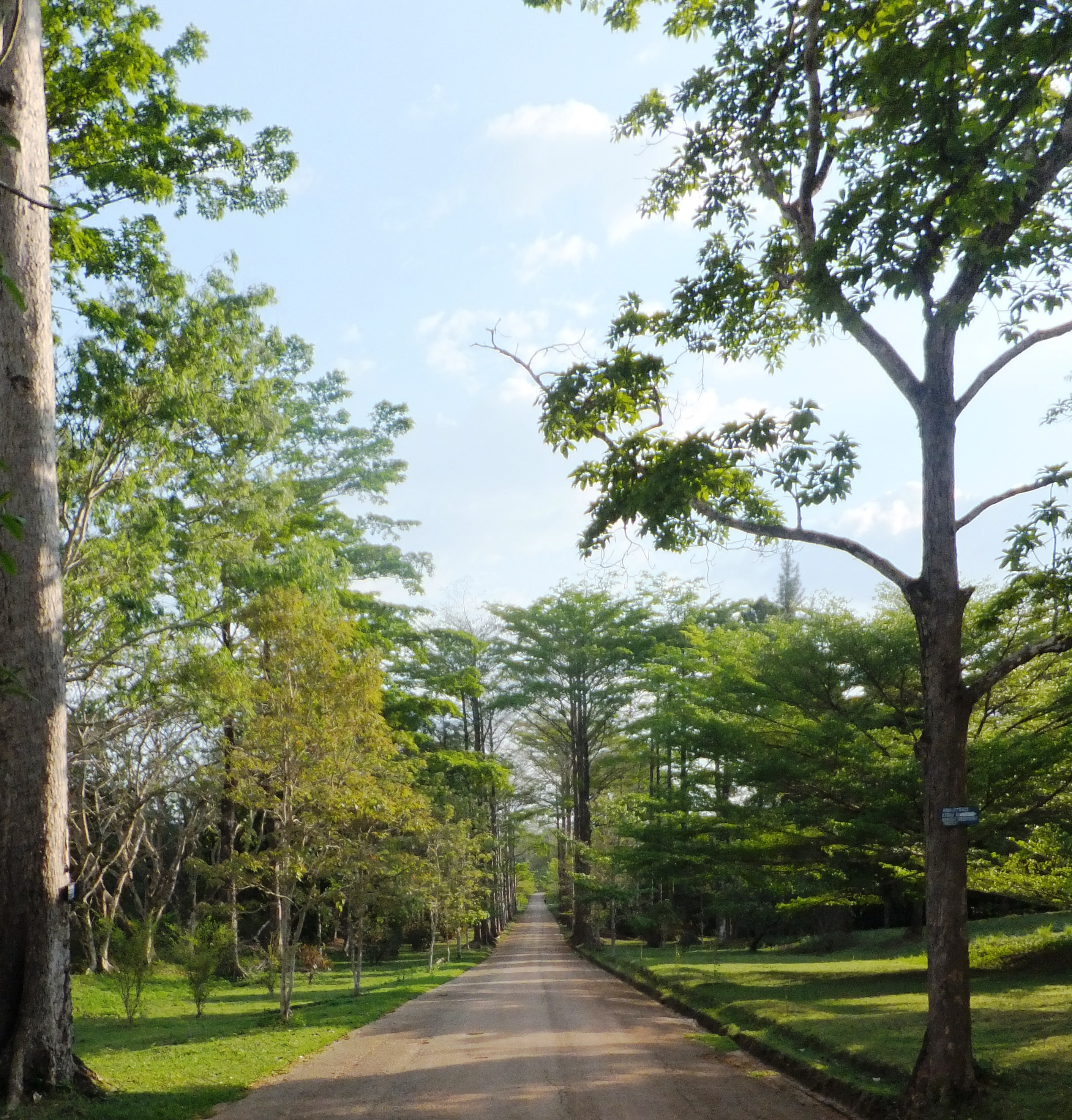
Entrée du jardin botanique de Kisantu

- Le jardin botanique de Kisantu créé par le frère jésuite Justin Gillet en 1900, compte plus de 2000 espèces végétales provenant de diverses régions tropicales du monde sur une superficie de 225 ha.
- La cathédrale de Kisantu a été construite en 1930.

## Les autres cités
- Inkisi abrite un centre commercial très ancien et une gare ferroviaire.
- Nkandu est née de la fusion de plusieurs villages.
- Kintanu - seule cité située sur la rive gauche de la rivière Inkisi - est la plus peuplée. Elle est le siège de l'administration du territoire de Madimba.

## Personnalités
- Simon-Pierre Boka (1929-2006), est né à Inkisi.
- Raphaël Nzeza Zi Ngeti (1941-1984), né à Kisantu. Commissaire du peuple (député national) de 1977 à 1984.
- Verckys Kiamuangana Mateta, (1944-1922), compositeur est né à Kisantu.
- Claude Nzeza Zi Ngeti,  fils de Raphaël Nzeza Zi Ngeti. Directeur de cabinet du Gouverneur de la province du Kongo central du 28 août 2018 au 16 septembre 2021. Promoteur de la Radio et TV: RTNZ à Inkisi, activiste politique et opérateur économique.
- Madilu System (1950-2007), chanteur congolais